# Дискография Erick Sermon
Это Дискография американского рэпера, музыканта и музыкального продюсера Эрика Сёрмона как сольного артиста.

## Студийные альбомы
| Год  | Альбом                                                                                          | Высшая позиция в чартах | Высшая позиция в чартах |
| Год  | Альбом                                                                                          | US                      | US R&B                  |
| ---- | ----------------------------------------------------------------------------------------------- | ----------------------- | ----------------------- |
| 1993 | No Pressure - Выпущен: 13 октября 1993 года - Лейбл: Def Jam                                    | 16                      | 2                       |
| 1995 | Double or Nothing - Выпущен: 7 ноября 1995 года - Лейбл: Def Jam                                | 35                      | 6                       |
| 2000 | Erick Onasis - Выпущен: 16 мая 2000 года - Лейбл: DreamWorks                                    | 53                      | 15                      |
| 2001 | Music - Выпущен: 30 октября 2001 года - Лейбл: J                                                | 33                      | 8                       |
| 2002 | React - Выпущен: 19 ноября 2002 года - Лейбл: J                                                 | 72                      | 13                      |
| 2004 | Chilltown, New York - Выпущен: 22 июня 2004 года - Лейбл: Def Squad/Universal                   | 61                      | 16                      |
| 2015 | E.S.P. (Erick Sermon's Perception) - Выпущен: 25 сентября 2015 года - Лейбл: Def Squad/Caroline | —                       | 41                      |
| 2019 | Vernia - Выпущен: 19 апреля 2019 года - Лейбл: Def Squad                                        | —                       | —                       |

## Сборники
| Год  | Альбом                                                      | Высшая позиция в чартах | Высшая позиция в чартах |
| Год  | Альбом                                                      | U.S.                    | U.S. R&B                |
| ---- | ----------------------------------------------------------- | ----------------------- | ----------------------- |
| 1996 | Insomnia - Выпущен: 23 апреля 1996 года - Лейбл: Interscope | 53                      | 10                      |

## Микстейпы
- 2012: Breath of Fresh Air

## Сольные синглы
| «Hittin' Switches»                                                                    | 1993 | —  | —  | 14 | No Pressure                        |
| «Stay Real»                                                                           | 1993 | 92 | 52 | 1  | No Pressure                        |
| «Bomdigi»                                                                             | 1995 | 84 | 39 | 9  | Double or Nothing                  |
| «Welcome» (featuring Keith Murray & Aaron Hall)                                       | 1996 | —  | 41 | 12 | Double or Nothing                  |
| «Focus» (featuring DJ Quik & Xzibit)                                                  | 2000 | —  | —  | —  | Erick Onasis                       |
| «Get Da Money» (featuring Ja Rule)                                                    | 2000 | —  | —  | —  | Erick Onasis                       |
| «Why Not» (featuring Slick Rick)                                                      | 2000 | —  | —  | —  | Erick Onasis                       |
| «Music» (featuring Marvin Gaye)                                                       | 2001 | 22 | 2  | 4  | Music                              |
| «I’m Hot»                                                                             | 2001 | —  | 49 | 21 | Music                              |
| «React» (featuring Redman)                                                            | 2002 | 36 | 12 | 8  | React                              |
| «Love Iz» (featuring Gregory Howard)                                                  | 2003 | —  | 80 | —  | React                              |
| «Feel It» (featuring Sy Scott & Sean Paul)                                            | 2004 | —  | 93 | —  | Chilltown, New York                |
| «Make Room» (featuring Sheek Louch & Joell Ortiz)                                     | 2015 | —  | —  | —  | E.S.P. (Erick Sermon's Perception) |
| «Clutch» (featuring Method Man & Redman)                                              | 2015 | —  | —  | —  | E.S.P. (Erick Sermon's Perception) |
| "—" обозначает релиз, который не попал в чарты или не был выпущен на этой территории. |      |    |    |    |                                    |